# Chiesa di San Pietro di Oddini
La chiesa di San Pietro di Oddini, in sardo "Santu Predu de Oddini", è un edificio del XII secolo, in stile romanico, situato nella località di Oddini, in agro di Orotelli (NU), a circa 11 km dal centro abitato.

## Storia
Nel 1139 il vescovo Ugone, titolare della diocesi di Ottana, ma che nel documento di sottoscrizione si definisce Episcopus Ortillensis, fece dono della chiesa, con tutte le sue pertinenze, ai monaci camaldolesi dell'Eremo di San Salvatore. L'atto di donazione fu sottoscritto oltre che da Ugone, da Pietro di Canneto, arcivescovo turritano, da Gualfredo vescovo di Ploaghe, da Giovanni vescovo di Sorra, da Mariano vescovo di Ardara (in realtà si trattava di Mariano Thelle vescovo di Bisarcio). La donazione fu altresì approvata e sottoscritta da Baldovino arcivescovo di Pisa e legato pontificio, da Azone arcivescovo di Tiro e fu infine confermata con bolla del 6 febbraio 1146 da Papa Adriano IV.

## Descrizione
La chiesa, in stile romanico, ha forme desunte, seppur realizzate in scala ridotta, dalla chiesa di San Nicola di Ottana. Ha facciata a capanna, in conci di trachite rossa, l'interno composto da un'unica navata absidata. Come tutte le chiese romaniche ha un orientamento ovest-est.

## Galleria d'immagini

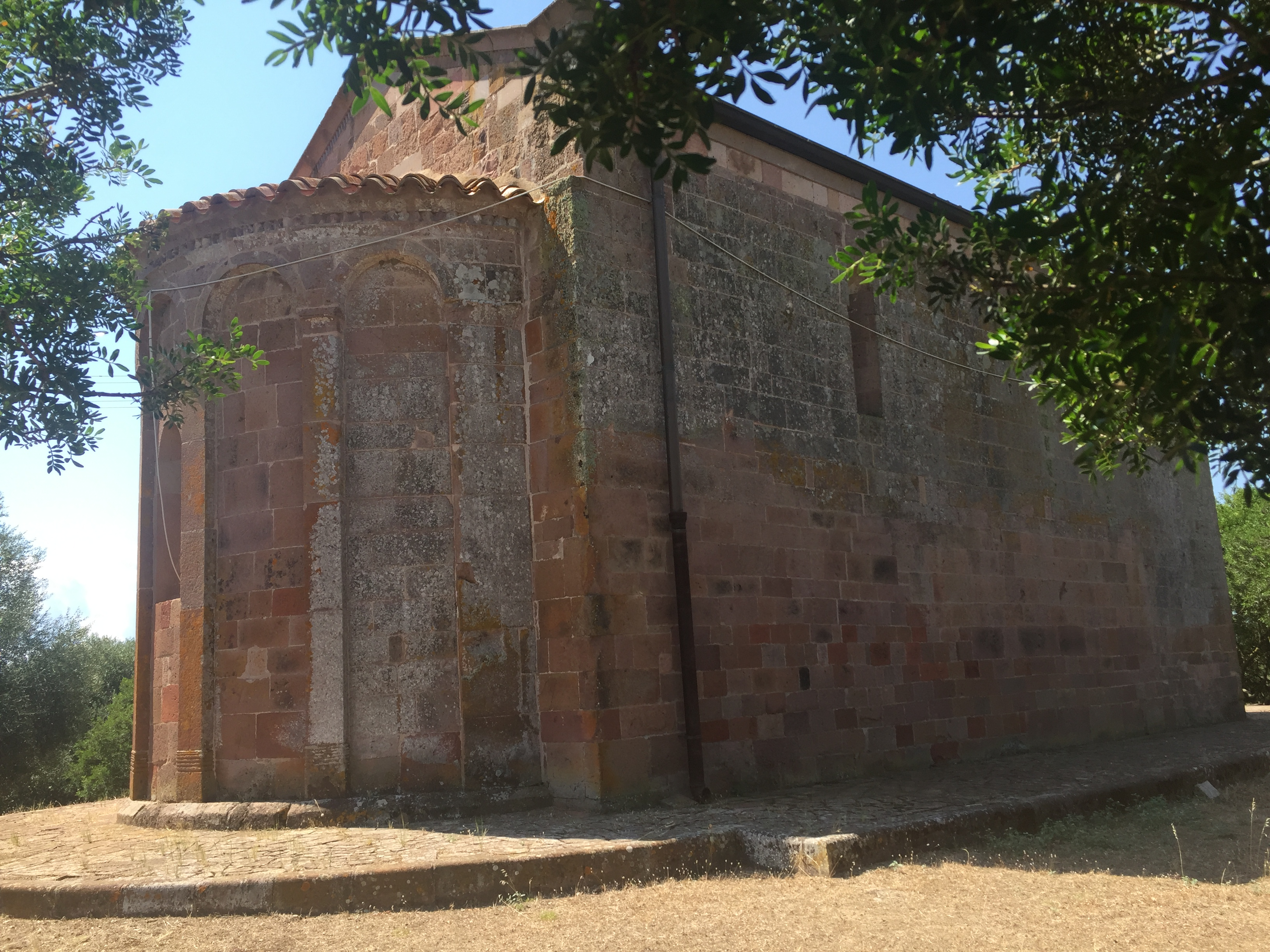
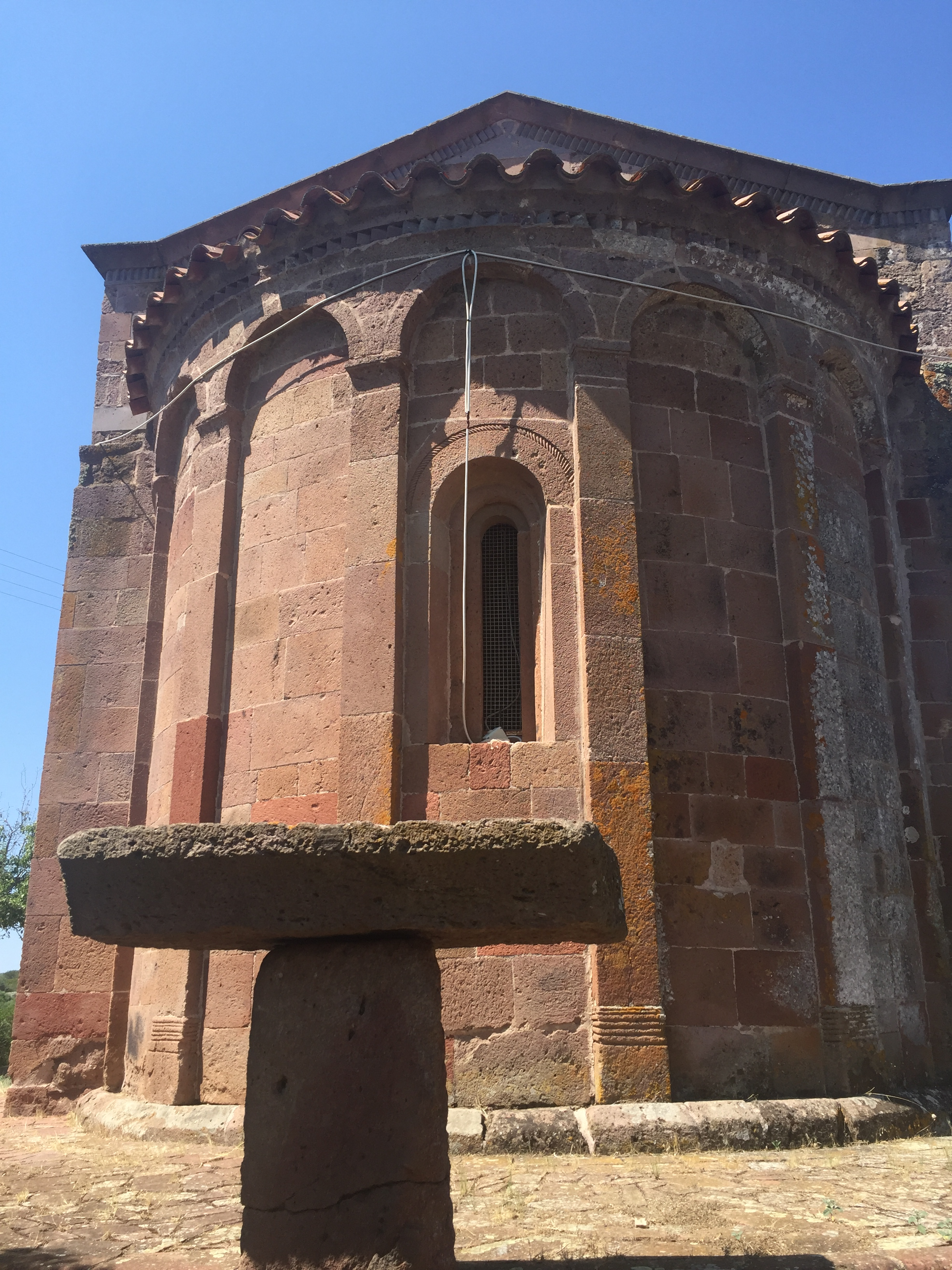
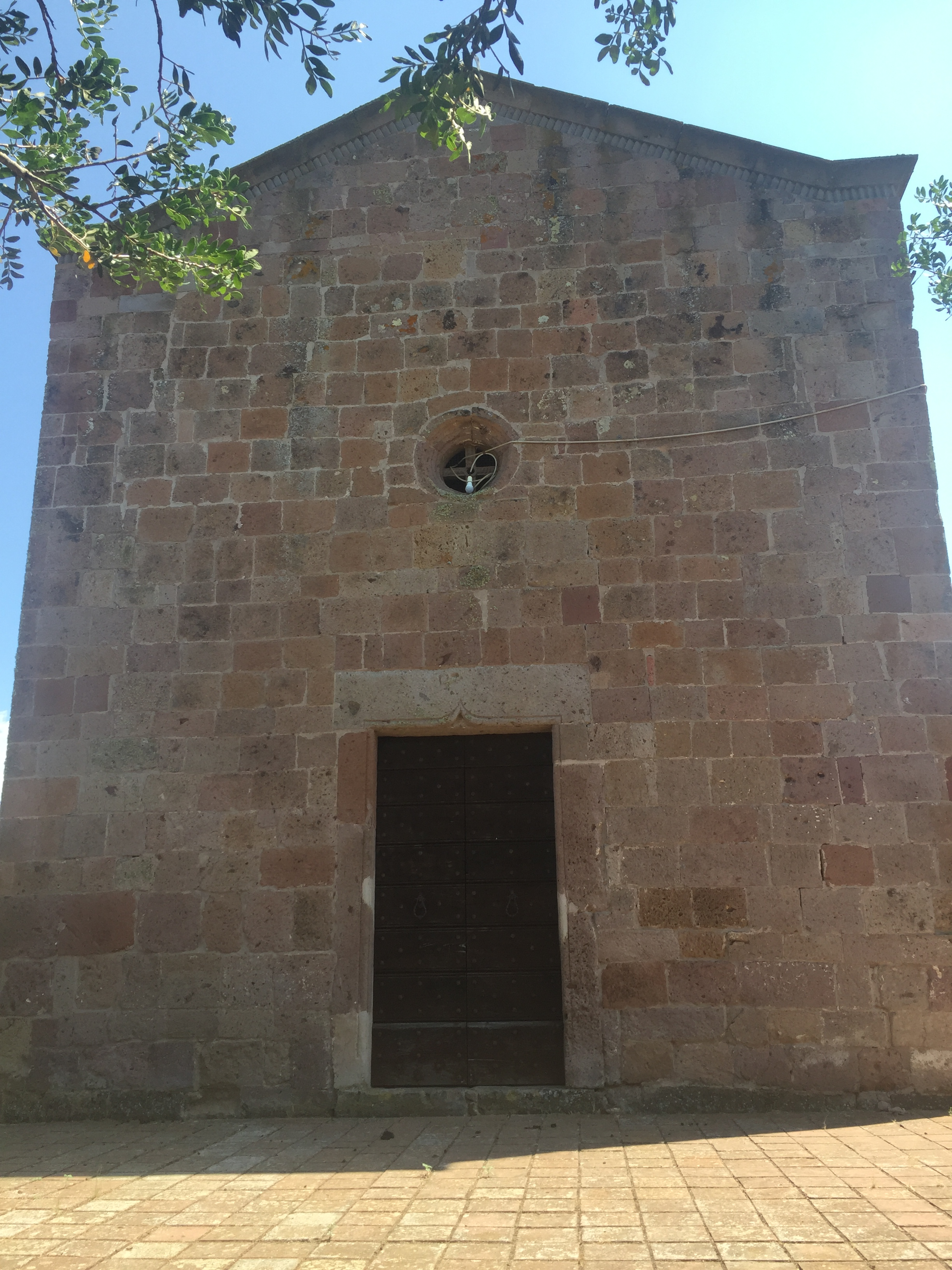
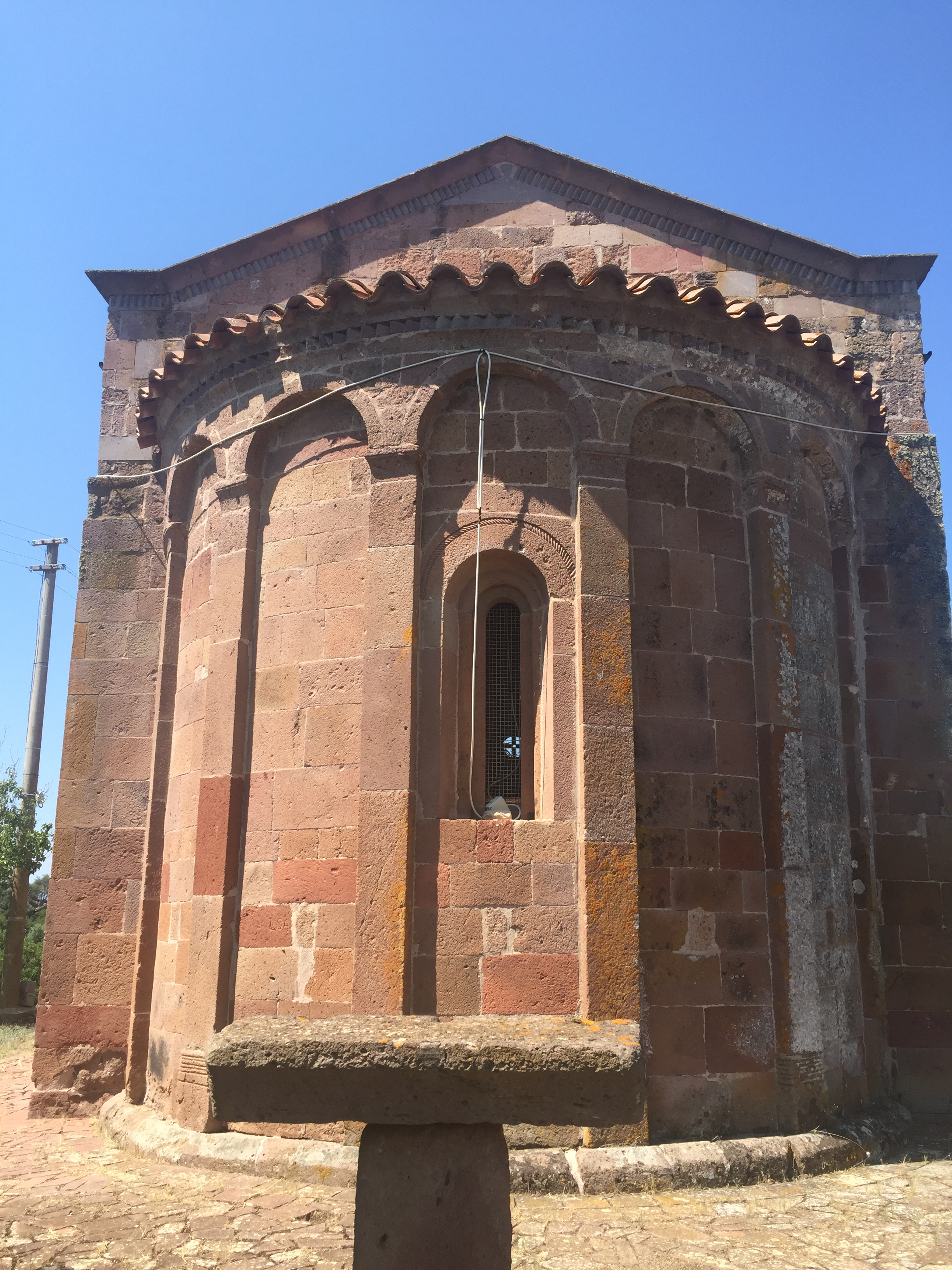